# Okno

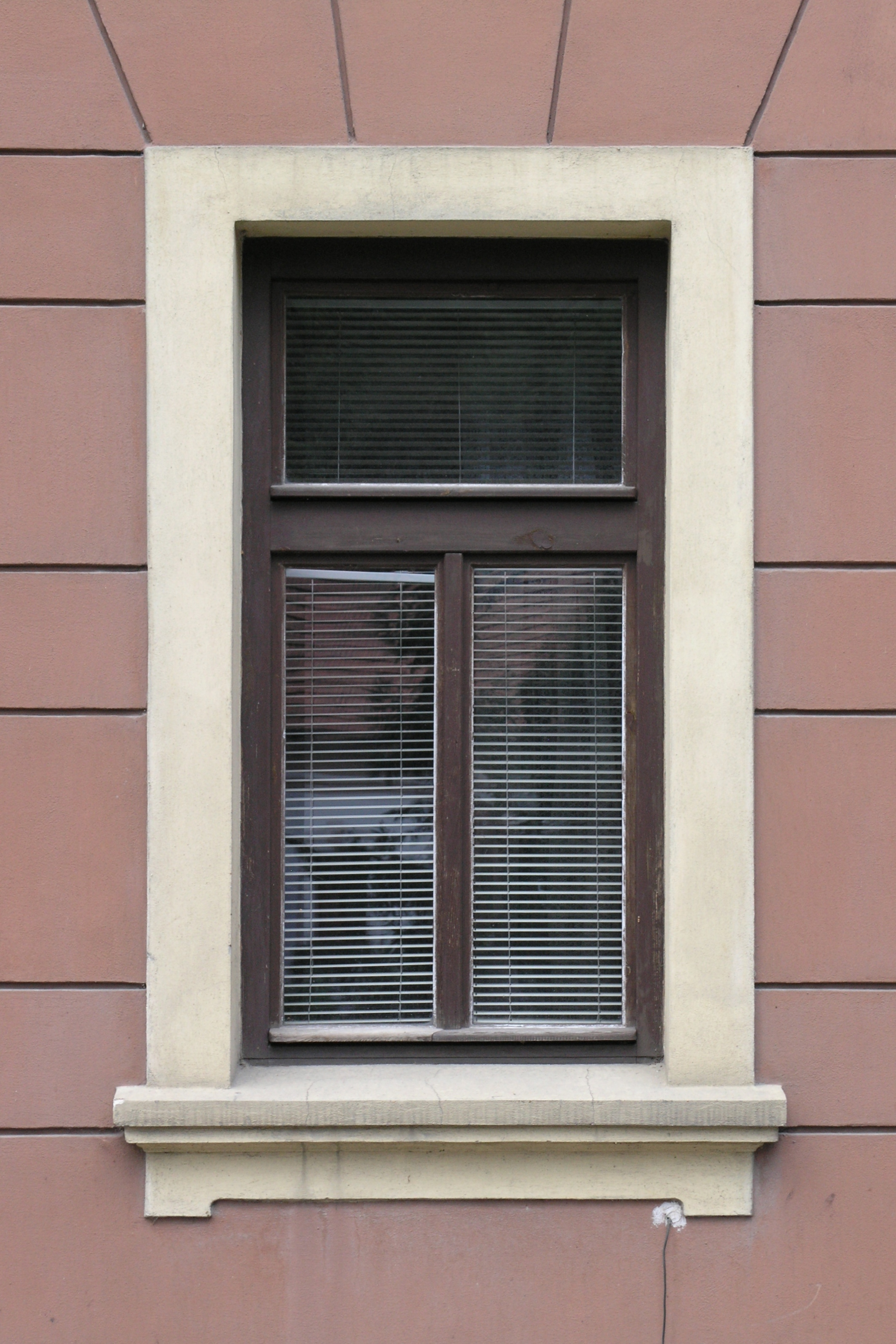
Dřevěné třídílné okno se dvěma křídly a světlíkem doplněné meziokenními žaluziemi (Karlštejn).

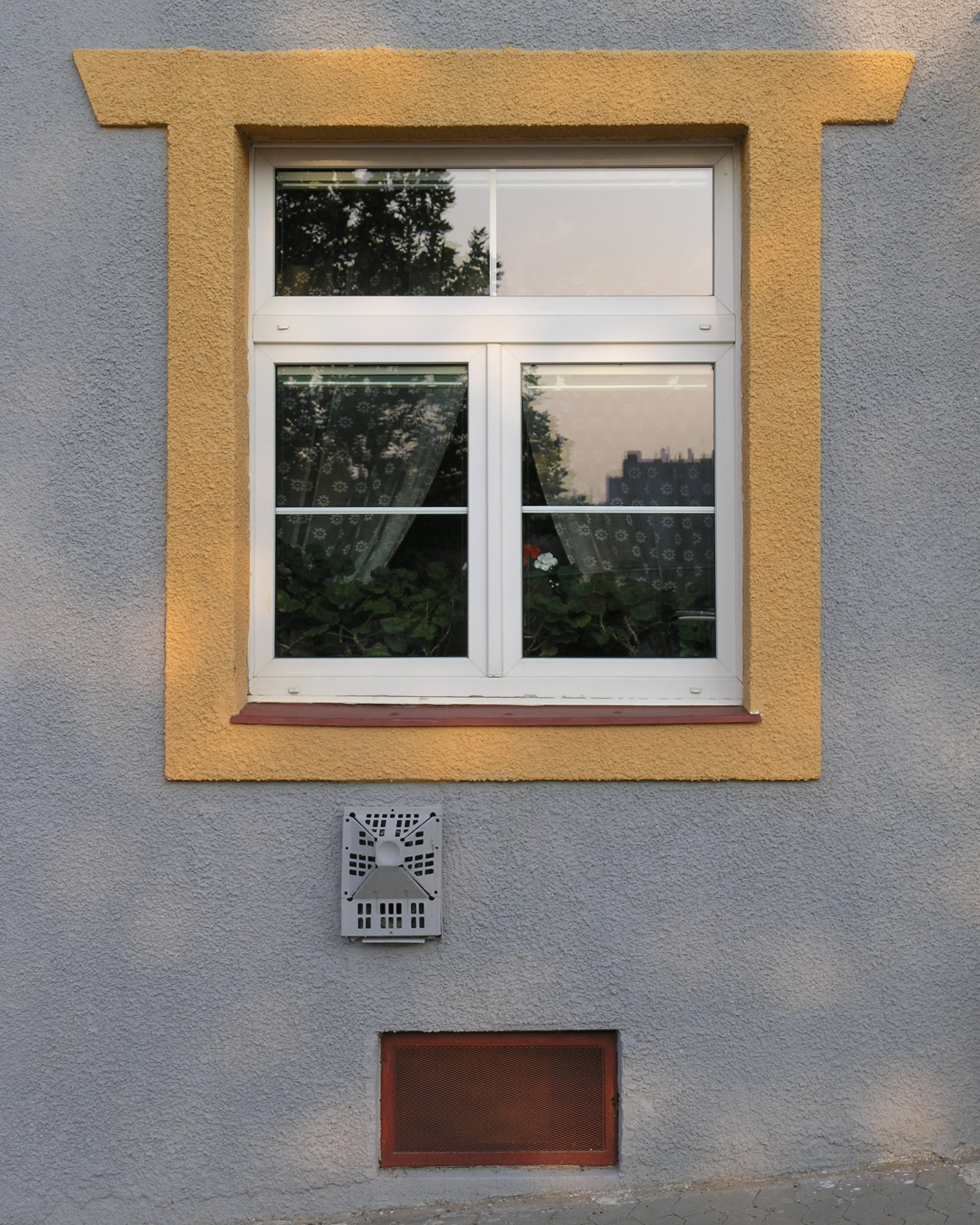
Novodobé třídílné plastové okno s meziokenními rámečky osazené do starší zástavby (Praha, Střešovice).

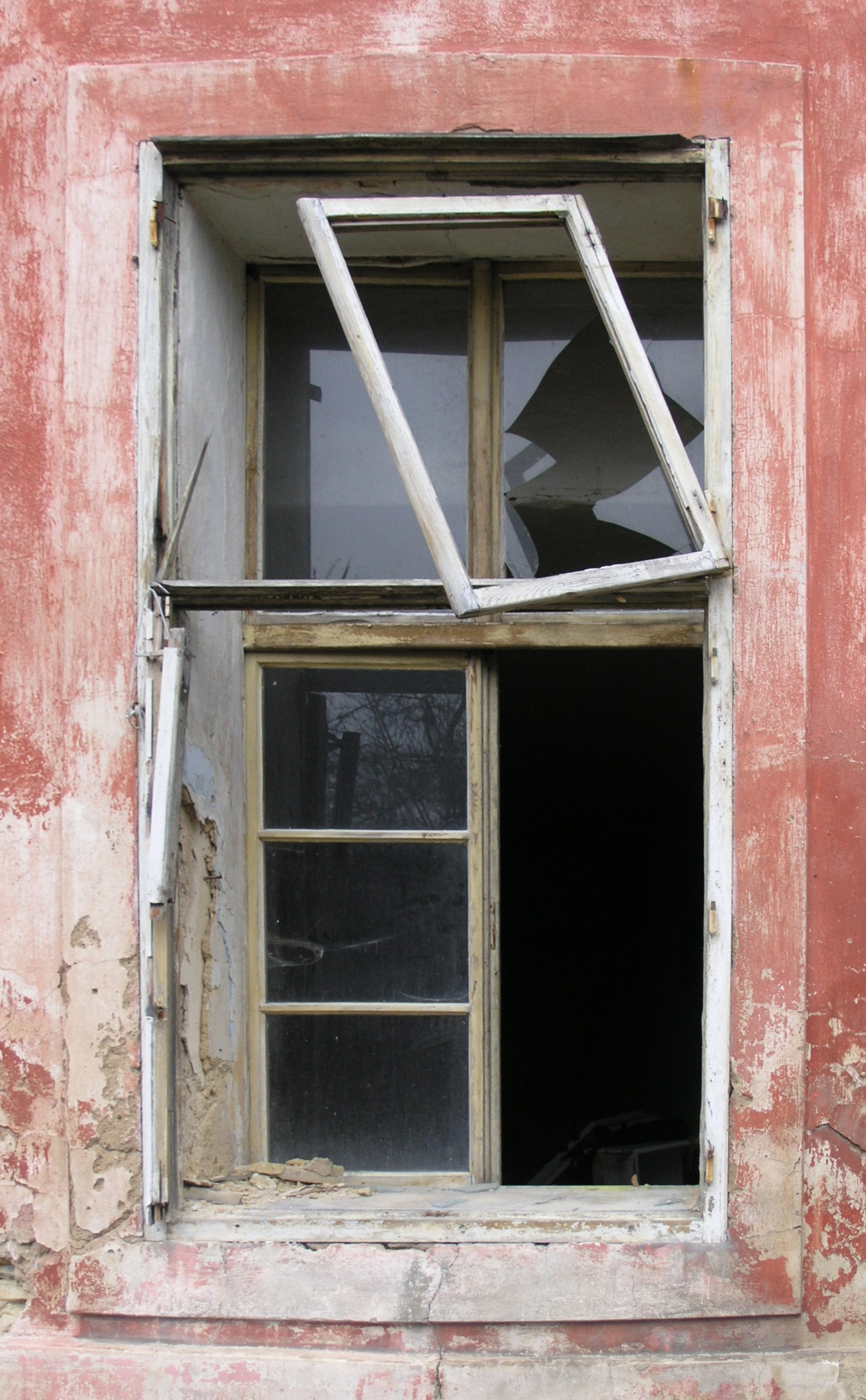
Tradiční dřevěné dvojité okno s jednoduchým zasklením; křídla třídílná otvíravá, světlík dvoukřídlý otvíravý (Praha, Břevnov).

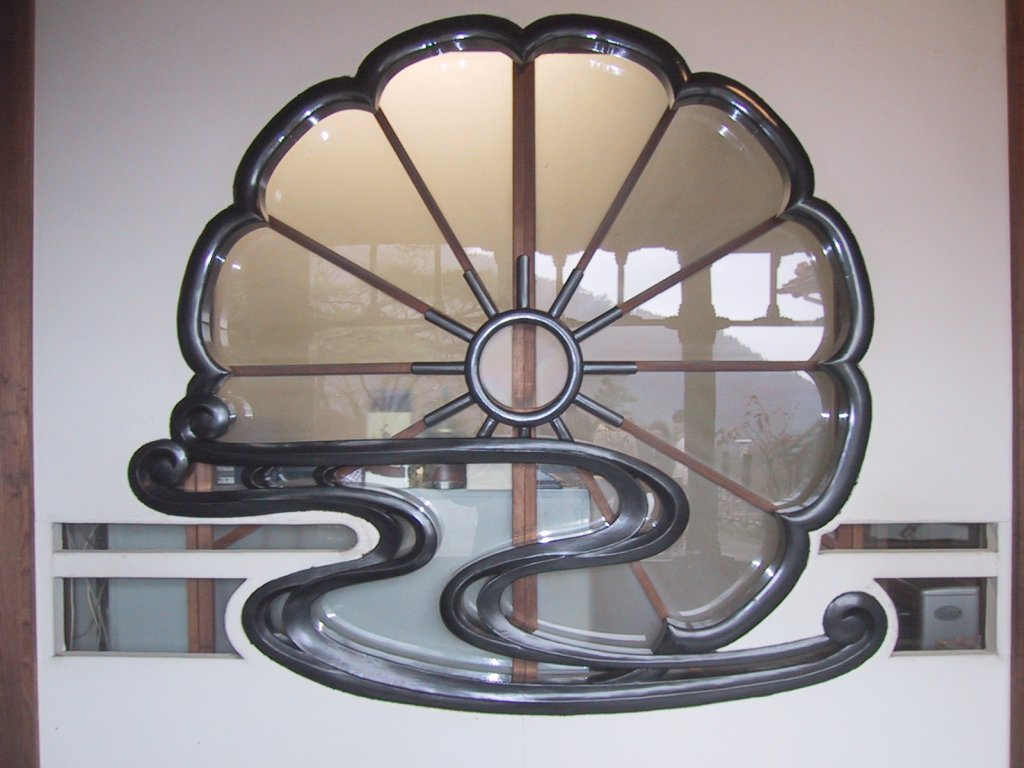
Dekorativní okno v Japonsku, provedené částečně podle státního znaku

Okno je výplň stavebního otvoru, která slouží od nejstarších dob až po současnost především k prosvětlování místností a pro přirozený kontakt obyvatel s okolím. Okno se skládá z rámu a výplně. Rám býval tradičně dřevěný, později se začaly používat kovy: ocel, litina a ve 20. století i hliník. Nejnověji jsou používány plasty, případně kompozitní materiály. Výplň je tradičně skleněná, může však být i z transparentního plastu.
Moderní okna jsou nejčastěji jednoduchá, dvojitá okna se vyskytují převážně v historické zástavbě, zdvojená okna převážně pouze v nerekonstruovaných panelových domech. Výplň (zasklení) je nejčastěji dvojsklo nebo trojsklo, tj. dvě nebo tři vrstvy skla pevně a hermeticky spojené rámečkem. Dutina mezi skly je vyplněna izolační vrstvou vzduchu nebo jiného plynu (argonu, kryptonu nebo xenonu, SF6 má sice vynikající tepelně i zvukově izolační vlastnosti, je však již zakázán, protože jde o silný skleníkový plyn).

## Historie
Okenní otvory chudších se v antice uzavíraly dřevěnými rámy, na kterých byly napnuty zvířecí blány nebo naolejované plátno. Bohatší provedení propouštějící světlo představovaly destičky slídy nebo alabastru, vkládané do malých otvorů v kamenných nebo mramorových deskách. Se znalostí výroby skleněných destiček se vyvíjelo jejich vkládání do olověných rámečků. Takto zasklená okna byla nalezena při vykopávkách v Pompejích a Herculaneu. Protože tehdejší technika neznala výrobu velkoformátových skel, byla okna, zejména kostelní, od středověku vyplňována vitrážemi z barevných či malovaných skel. Vrcholu dosáhla barevná okna ve francouzské gotické architektuře (Sainte Chapelle v Paříži).
Výroba plochého skla roztáčením ze skleněných válců byla v Čechách známa od 14. století, lité sklo bylo vyráběho ve Francii od 2. poloviny 17. století.

## Druhy oken

### Podle otevíravosti
Běžné okno v bytové zástavbě je otevíravé, lze je otevřít otočením křídla do strany. Sklopné okno se otevírá otočením kolem spodní hrany, výklopné okno se otáčí kolem horní hrany, kyvné kolem závěsu uprostřed výšky křídla. Velkoformátové okno, například výkladec, je často pevné neboli neotevíravé.

### Podle členění
Okno může být celistvé (jeden rám s jedním souvislým zasklením), nebo dělené na části (okenní tabule), podle počtu částí je pak dvoudílné, třídílné atd. Sdružené okno je okno se dvěma nebo více otvory s mezilehlými sloupky a stojkami.
Jednoduché okno má pouze jeden rám s jednou výplní (v každé části děleného okna). Dvojité okno, někdy též nazývané špaletové nebo kastlové, které je běžné v historické zástavbě, se v podstatě skládá ze dvou jednoduchých oken řazených za sebou. Zdvojené okno, které bývalo běžně používáno v panelových domech, má jeden obvodový rám, každé křídlo se však skládá ze dvou relativně samostatných rámů se zasklením, rámy jsou přitom sešroubovány a otvírají se společným mechanismem.

### Podle materiálu rámu
- dřevěná
- plastová
- dřevo-hliníková
- ocelová
- hliníková
- bezrámová

### Podle způsobu otvírání
- otevíravá
- sklápěcí
- otevíravá a sklápěcí
- vyklápěcí
- posuvná
- výsuvná
- kyvná
- pevná, neotevíravá

### Podle konstrukčního uspořádání rámů
- jednoduchá
- dvojitě zasklená
- okna se sdruženými křídly
- zdvojená
- dvojitá - špaletová či kastlová

### Podle zasklení
jednoduché sklo - nepoužívá se
dvojsklo
trojsklo
dvojsklo s vloženou fólií

## Speciální okna
Střešní okno je okno zabudované do šikmé střechy. Má vyšší nároky například z hlediska odolnosti proti kroupám a ochrany proti dešti. První moderní střešní okno navrhl a vyrobil v roce 1942 dánský inženýr Villum Kann Rasmussen. Tím v podstatě umožnil budoucí optimální využití prostoru pod šikmou střechou. Později se stal zakladatelem společnosti Velux.
Okno do ploché střechy umožňuje prosvětlení interiéru pod rovnou (ne sedlovou) střechou. Okno může být otevíravé (v takovém případě je vhodné použít dálkové ovládání na elektrický pohon pro nedostupnost okna), nebo neotvíravé. Okno do ploché střechy je možné zastínit roletkou v případě ostrého světla.
Francouzské okno je velké okno, které se od běžného okna liší tím, že jeho spodní hrana je totožná s podlahou. Z exteriéru na ně obvykle navazuje lodžie, balkón, terasa nebo zahrada.
Výkladec je velkoformátové okno, obvykle neotevíravé, s nízkým parapetem, které odděluje exteriér od interiéru obchodu nebo jiného komerčního prostoru. Prostor za výkladcem (výloha nebo výkladní skříň) slouží k vystavování nabízeného zboží nebo prezentaci služeb.

## Příslušenství okna
Součástí okna bývají rovněž okenice (dřevěné či kovové), zatahovací žaluzie vnější, vnitřní nebo meziskelní. Funkční celek mohou dále tvořit v exteriéru markýza, slunolam, bezpečnostní mříže, parapet, fasádní dekorace, případně zábradlí nebo v interiéru rolety, závěsy, parapet, otopné těleso.

## Fyzikální vlastnosti
Mezi základní charakteristiky okna patří součinitel prostupu tepla (Uw, Uwindow):
{\displaystyle U_{w}={\frac {A_{g}\cdot U_{g}+A_{f}\cdot U_{f}+Ig\cdot \Psi g}{A_{g}+A_{f}}}\ \ \ [W/(m^{2}*K)]}
kde, Ag [m²] je zasklená plocha, Af [m²] plocha rámu, Ig obvod viditelného zasklení [m], Ug a Uf [W/(m²×K)] součinitel prostupu tepla zasklením a rámem, {\displaystyle \Psi g} [W/(m×K)] lineární činitel prostupu tepla.
Zjednodušený výpočet Uw lze provést pro novodobé běžné okno 1m x 1m jako Uf z 1/3, Ug 2/3 sklo. Přirážka 5% za tepelný most mezi sklem a rámečkem.
{\displaystyle U_{w,odhad}={\frac {1U_{f}+2U_{g}}{3}}\cdot 1,05}
Dalším důležitou hodnotou je propustnost slunečního záření g [%] vyjadřující množství slunečního záření (viditelné, infračervené, tepelné) procházející zasklením. Pohybuje se mezi 0,5-0,8 a obvykle klesá se snižujícím se hodnotou Uw.

## Zajímavost – otevírání dovnitř

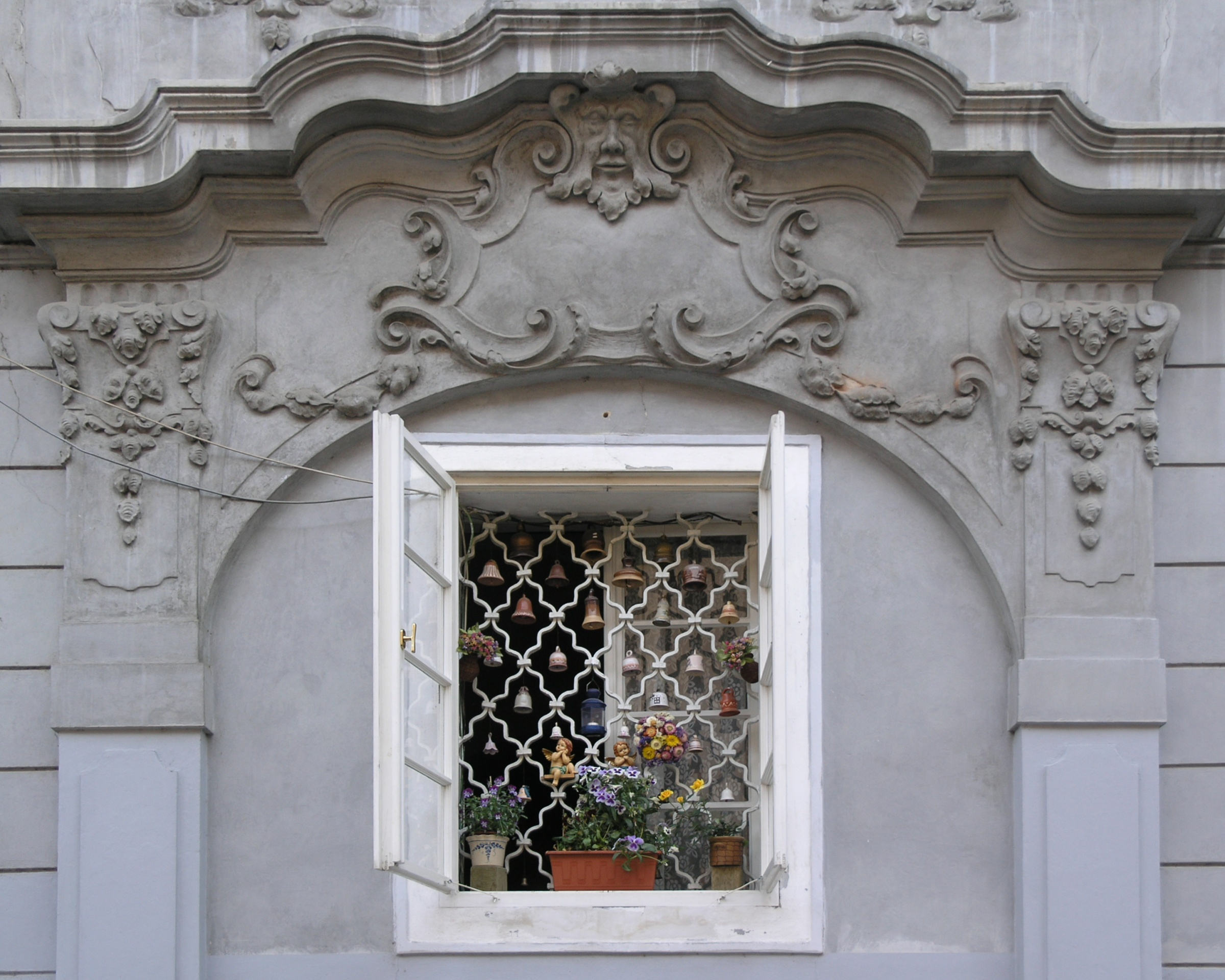
Okno otevírané ven (Praha, Sněmovní 5)

Okna v Praze se tradičně otevírala směrem ven, což způsobovalo obtíže při jejich mytí. V roce 1908 se pádem ze třetího patra zabila služka, když se přetrhnul pás, na kterém byla při mytí oken přivázána. Publicista Dan Hrubý uvedl, že tato tragédie byla jednou z příčin, proč byla v průběhu 20. století okna otevíraná ven, až na výjimky, nahrazena otevíráním dovnitř.
U přízemních oken vedoucích do ulic ve vnitřní Praze bylo otevírání oken dovnitř vyžadováno již před výše zmíněnou událostí.